# Bernard Dowiyogo
Bernard Dowiyogo (né le 14 février 1946 à Ubenide - mort le 9 mars 2003 à Washington DC) est un homme d'État nauruan et ancien président de la République à sept reprises.

## Biographie
Bernard Dowiyogo naît le 14 février 1946 à Ubenide sur l'île de Nauru.
Il est élu au Parlement de Nauru pour la première fois en 1973. Il devient président de la République pour la première fois du 22 décembre 1976 au 19 avril 1978 après avoir chassé du pouvoir Hammer DeRoburt.
Le 12 décembre 1989, il entame un mandat de six ans qui s'achève le 22 novembre 1995 lorsqu'il perd les élections face à Lagumot Harris. Une instabilité politique s'installe alors à Nauru avec une alternance politique à chaque nouvelle élection : Bernard Dowiyogo, Lagumot Harris, Kennan Adeang, Ruben Kun, Kinza Clodumar et René Harris se succédèrent à la présidence jusqu'en 2003,.
Au cours des années 1980, il critique vivement la France et les États-Unis pour leurs essais nucléaires dans l'océan Pacifique. À partir du début des années 1990, les réserves de phosphate commencent à s'épuiser. Les exportations de phosphate diminuent et les coûts d'exploitation augmentent (le phosphate devenant de plus en plus difficile à extraire). Ceci, conjugué à une hausse du cours du dollar américain  rendait les importations de fioul et de machines plus onéreuses, la balance commerciale de Nauru commença à devenir déficitaire.
Début 2001, un scandale financier international éclate avec la découverte d'un réseau de blanchiment d'argent de la mafia russe et de cartels de la drogue sud-américains. Bernard Dowiyogo est alors contraint de démissionner en faveur de René Harris le 29 mars 2001,. Il redevient président pour la dernière fois le 18 janvier 2003. Mais il meurt en cours de mandat le 9 mars 2003 au cours d'une opération chirurgicale à l'hôpital universitaire George Washington à Washington DC, en raison de complications cardiaques liées au diabète, une maladie très fréquente à Nauru.
Son fils Valdon Dowiyogo est également impliqué en politique.